# Медаль «За заслуги» (Дания)
Медаль «За заслуги» (дат. Fortjenstmedaljen) — медаль королевства Дания за гражданские и военные заслуги.

## История
Медаль «За заслуги» была учреждена 16 мая 1792 года королём Дании Кристианом VII, и переучреждёна постановлением Кристиана VIII 24 июля 1845 года.
Медаль предназначена для награждения гражданских лиц и военнослужащих за долгую безупречную службу, а также за другие заслуги.
За участие в научных экспедициях на ленту медали крепилась планка с названием экспедиции.
Поскольку статут медали «За заслуги» не входит в законодательство Датского королевства, монарх вправе по своему усмотрению, без рекомендаций правительства Дании, принимать решение о награждении медалью.

## Степени
Медаль «За заслуги» имеет 4 степени:
| Золотая медаль                                   | Золотая медаль                         | Серебряная медаль                                | Серебряная медаль                     |
|                                                  |                                        |                                                  |                                       |
|                                                  |                                        |                                                  |                                       |
| с короной Медаль с профилем королевы Маргреты II | Медаль с профилем королевы Маргреты II | с короной Медаль с профилем королевы Маргреты II | Медаль с профилем короля Фредерика IX |

## Описание

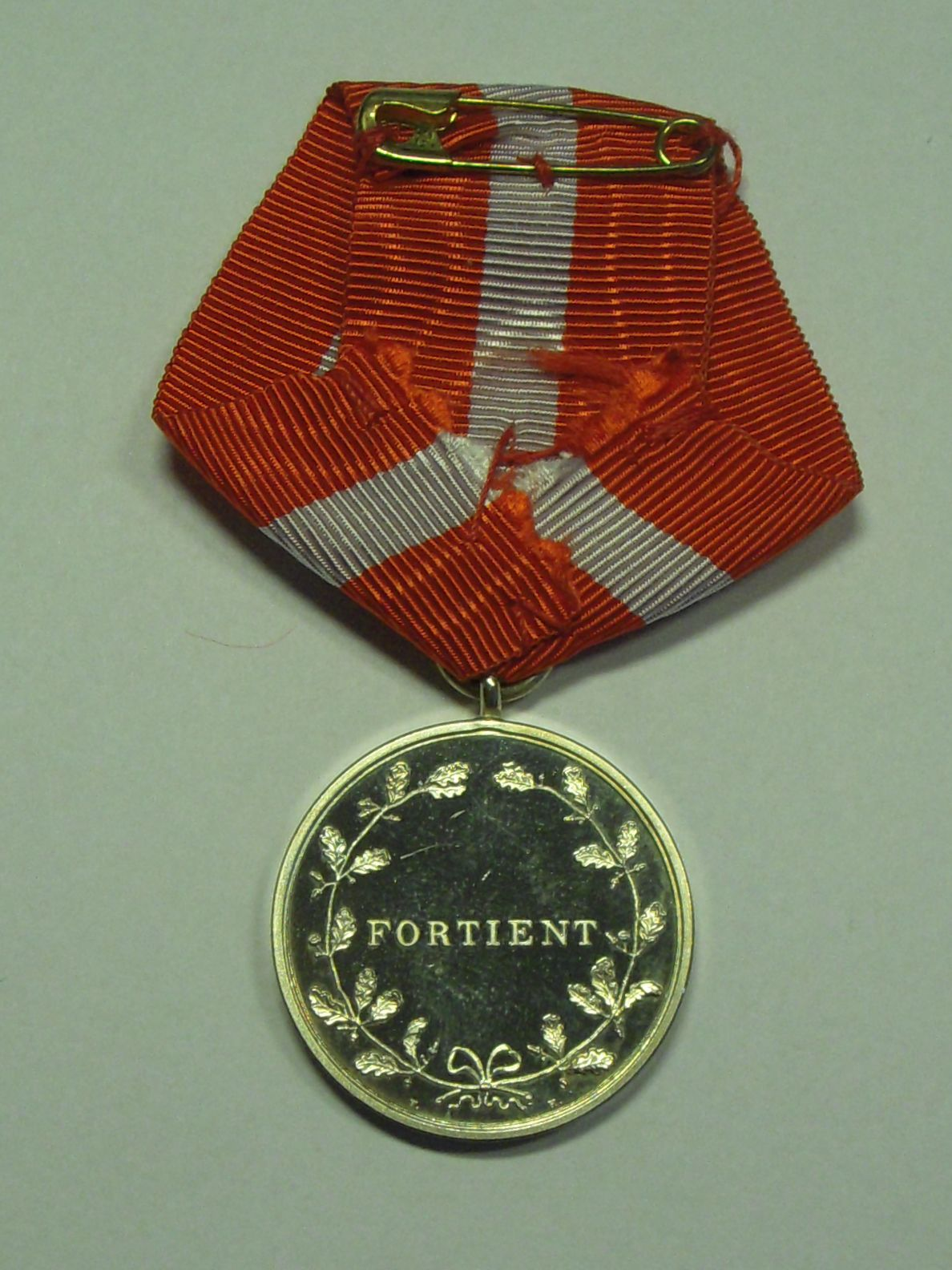
Реверс медали

Аверс медали несёт на себе профиль правящего монарха. Вокруг профиля, вдоль бортика, надпись на датском языке, указывающая на титул монарха.
Реверс медали представляет собой надпись «FORTIENT» в окружении дубового венка.
На гурте медали гравируется имя награждённого.
Лента медали красного цвета с белой полосой по середине с вышитой поперечной белой полосой.
При вручении медали за научную экспедицию на ленту может быть помещена пряжка, где указано название экспедиции. 
Мужчины носят медаль на левой стороне груди на ленте, сложенной пятиугольником.
Женщины носят медаль на ленте, сложенной в виде банта.